# Sam Simon
Samuel "Sam" Simon, född 6 juni 1955 i Los Angeles i Kalifornien, död 8 mars 2015 i Pacific Palisades i Los Angeles i Kalifornien, var en amerikansk TV-producent och manusförfattare, mest känd för att tillsammans med Matt Groening och James L. Brooks vara en av skaparna till den tecknade komediserien The Simpsons. Han stod som skapare till många Simpsonsfigurer, till exempel Jacqueline Bouvier.
Simon arbetade också med Taxi, Skål, The Tracey Ullman Show och The Drew Carey Show. Han skrev ett sitcomavsnitt, The Bitter Half, för Howard Sterns Howard 100-kanal på Sirius Satellite Radio, vilket sändes den 25 oktober 2006.
Mellan 1984 och 1991 var Simon gift med Jennifer Tilly, och från 2002 till 2003 med Jami Ferrell, som var Playboy Playmate i januari 1997.
Simon var även manager för tungviktsboxaren Lamon Brewster, den före detta mästaren i World Boxing Organisation. 2004 utsågs Simon dessutom till årets boxningsmanager.
2007 tävlade Simon i World Series of Poker, där han slutade på en 329:e plats med en vinst på 39 445 dollar.
Simon diagnostiserades 2012 med tjocktarmscancer. Han dog av sjukdomen i mars 2015, 59 år gammal.